# Johnny Grunge
Michael Durham (* 10. Juli 1966 in Sulphur, Louisiana; † 16. Februar 2006 in Peachtree City, Georgia), besser bekannt als Johnny Grunge, war ein US-amerikanischer Wrestler.

## Karriere

### Anfänge
Durham debütierte 1987 im Wrestling und wurde vor allem an der Seite von Rocco Rock als eine Hälfte des Tag Teams Public Enemy bekannt. Seinen ersten großen Auftritt als Solo-Wrestler hatte Durham als Mike Durham am 6. Juli 1990 in der damaligen World Wrestling Federation. Dort trat er insgesamt achtmal auf; seine letzte Verpflichtung bei der WWF hatte er am 9. Januar 1993. Zwischen diesen Auftritten war Durham ein paarmal in der unabhängigen Wrestlingszene aktiv und nahm dort einen Gimmickwechsel durch. Bei der in New York beheimaten Promotion International Championship Wrestling trat er als Equalizer Zip auf. In der WWF trat er weiterhin als Mike Durham an. Bei seinem letzten WWF-Match hatte Durham erneut das Gimmick gewechselt und trat nun als Johnny Rotten an.

### Independent/Eastern Championship Wrestling
Nach seinem Weggang von der WWF tourte Durham durch die unabhängige Wrestlingszene. Dort traf er auf den späteren Rocco Rock. Am 18. September 1993 debütierten beide bei Extreme Championship Wrestling. Sie bildeten das Tag-Team Public Enemy und Durham nahm nun den Ringcharakter des Johnny Grunge an. Dort spezialisierten sich beide auf den Hardcore-Stil und erweiterten diesen auf die Tag-Team-Division. So setzten sie als erstes Tag-Team gezielt Tisch und Stühle bei ihren Matches ein. Ein Jahr später (1994) gewannen beide zum ersten Mal die ECW-Tag-Team-Titel.
Durham verblieb bis zum 29. April 1995 dauerhaft bei der ECW. Am 1. Mai 1995 trat er erstmals wieder als Solo-Wrestler und als Johnny Rotten in der Independentszene an, als er für eine Show der United States Wrestling Association verpflichtet wurde. Danach kehrte er zur ECW zurück und verblieb dort bis zum 5. Januar 1996.

### World Championship Wrestling/World Wrestling Federation
Am 8. Januar 1996 debütierte Public Enemy bei World Championship Wrestling. Obwohl Durham zwischendurch immer wieder einmal für Shows bei der USWA verpflichtet wurde, konnte Public Enemy am 23. September 1996 die WCW-World-Tag-Team-Titel erringen. Ihr letztes Match bei WCW hatte Public Enemy am 18. August 1998.
Durham und sein Partner debütierten am 16. Februar 1999 bei der WWF und traten dort in der neugeschaffenen Hardcore-Division auf. Doch da dieses Konzept schnell von der WWF wieder aufgegeben wurde, hatten beide nur sieben Auftritte. Als legendär gilt ihr Match gegen das Team Xtreme, das am 30. März 1999 stattfand. Nach diesem Auftritt schlossen sich Durham und Ted Petty der NWA an.

### National Wrestling Alliance/Independent
Petty und Durham debütierten am 17. Juni 1999 in der National Wrestling Alliance, wo sie gleich die NWA-World-Tag-Team-Titel gewinnen konnten. Danach folgten einige Auftritte bei der WCW. Petty und Durham traten nun verstärkt in der Independentszene an. Hauptsächlich wurden sie von der Hardcore-Promotion Xtreme Pro Wrestling und der X Wrestling Federation verpflichtet.
2002 verstarb Durhams langjähriger Partner Ted Petty. So trat er bis zum Juni 2004 als Einzelwrestler an. Seinen letzten Auftritt als aktiver Wrestler hatte Durham am 19. Juni 2004, als er für eine Show bei der Hardcore-Promotion Pro Pain Pro Wrestling verpflichtet wurde.

### Hardcore Homecoming und Tod

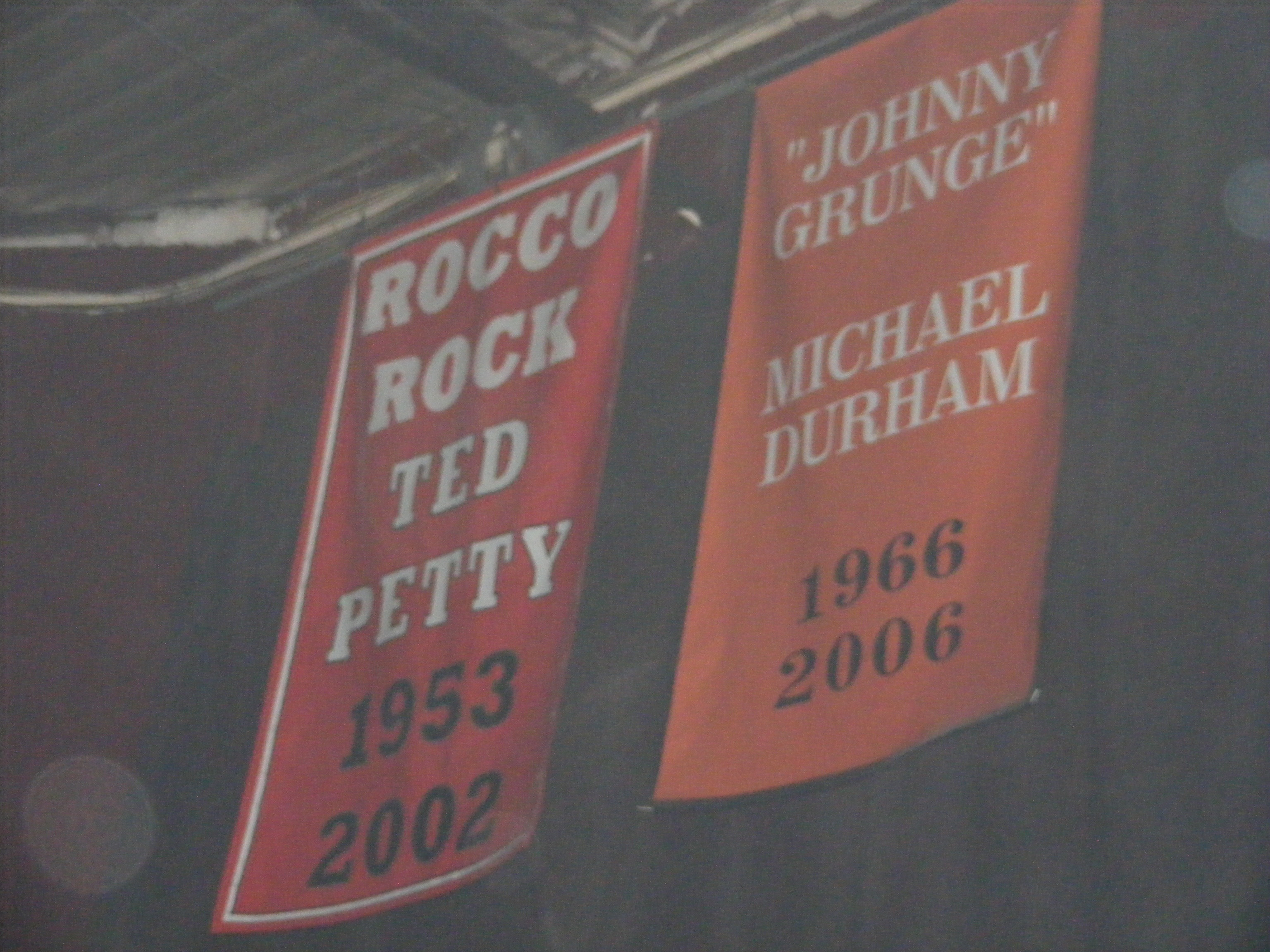
Aufnahme in die Hardcore Hall Of Fame (2006)

Am 10. Juni 2005 nahm Durham an der ECW-Reunion-Show Hardcore Homecoming teil, die von Shane Douglas veranstaltet wurde. Am 16. Februar 2006 verstarb er an den Folgen von Komplikationen, die in Zusammenhang mit dem Schlafapnoe-Syndrom standen. Noch im gleichen Jahr erfolge seine Aufnahme in die unabhängige Hardcore Hall of Fame.

## Erfolge

### Titel
- Eastern Championship Wrestling/Extreme Championship Wrestling

- 4× ECW Tag Team Champion  mit Rocco Rock

- National Wrestling Alliance

- 1× NWA World Tag Team Champion  mit Rocco Rock
- 1× NWA National Tag Team Champion  mit Rocco Rock

- Century Wrestling Alliance (National Wrestling Alliance)

- 1× CWA Tag Team Champion mit Rocco Rock

- Turnbuckle Championship Wrestling (National Wrestling Alliance)

- 1× TCW Tag Team Champion  mit Rocco Rock

- World Championship Wrestling

- 1× WCW World Tag Team Champion  mit Rocco Rock

- Main Event Championship Wrestling

- 1× MECW Tag Team Champion  mit Rocco Rock

- Superstars Of Wrestling

- 2× SOW Tag Team Champion  mit Rocco Rock

- i-Generation Superstars of Wrestling

- 2× i-Generation SoW Tag Team Champion  mit Rocco Rock

- World Wrestling Association New Jersey

- 1× WWA New Jersey Junior Heavyweight Champion als Johnny Rotten

- International Championship Wrestling

- 2× ICW Tag Team Champion als Equalizer Zap mit Equalizer Zip

- Cleveland All-Pro Wrestling

- 1× CAPW Heavyweight Champio als Johnny Rotten

### Auszeichnungen
- Hardcore Hall of Fame (Class of 2006)